# SAP Process Integration
Die SAP Process Integration (SAP PI, Weiterentwicklung von Exchange Infrastructure SAP XI) ist eine proprietäre SOA-Implementierung in Form eines Software-Pakets, das den Datenaustausch zwischen SAP und fremden Systemen ermöglicht. Es ist als Bestandteil des SAP NetWeaver eine Middleware-Komponente, welche als Enterprise Application Integration-Plattform dient.
Dabei unterstützt PI/XI ab Version 3.0, die seit Ende 2004 verfügbar ist, auch eine Prozess-Integration, welche grafisch dargestellt werden kann und WS-Business Process Execution Language nutzt. 
Neben der Verbindung von Anwendungen verschiedener Unternehmen unterstützt PI auch ein Message Queueing, wie es klassische Middleware-Produkte anderer Hersteller (beispielsweise IBM-MQSeries) auch bieten, welches die Nachrichten persistiert und z. B. bei Systemausfällen einen Datenverlust verhindert.
In der SAP Cloud Platform gibt es diverse Produkte für spezifische Anwendungsfälle u. a. die SAP Cloud Platform Integration (CPI).

## Technischer Aufbau
Technisch basiert die XI/PI ab Version 3.0 auf dem SAP Web Application Server 6.40, welcher eine ABAP- und eine JEE-Laufzeitumgebung miteinander vereint. Bestimmte Teile der XI laufen in der Java-Laufzeitumgebung, andere in der ABAP-Laufzeitumgebung. Auch zukünftige XI-Versionen (PI) werden beide Laufzeitumgebungen beinhalten. Für das Monitoring sind Tools aus beiden Laufzeitumgebungen zu benutzen.
Intern arbeitet SAP PI weitgehend auf der Basis von XML-Technologien, auch in den Fällen, bei denen Eingangs- und Ausgangsnachrichten nicht in XML-Format sind. Um die größten Performance-Nachteile bei Intermediate Document (IDoc) zu vermeiden, kann ein IDoc auch ohne XML-Transformation nur über PI geroutet werden (dann ist aber kein Mapping, keine Konvertierung und keine Prozessverarbeitung möglich). 
SAP PI versucht, möglichst viele Web-Standards zu verwenden, auch wenn diese zurzeit nicht für SAP PI in ausreichender Detailtiefe spezifiziert sind. SAP erweitert hierzu gelegentlich die offenen Webstandards um proprietäre Elemente, wie beispielsweise beim SOAP XI, bei dem SAP das Protokoll SOAP unter anderem um Funktionen aus Remote Function Call ergänzt hat. Im Vergleich zur XI 3.0 wurden als auffälligstes Merkmal die Admin-GUIs denen des EP angepasst. Der Sprung von 3.0 auf 7.0 wurde mit der Gleichbenennung der Releasestände aller NetWeaver-Komponenten (z. B. BI 7.0) begründet. Die derzeit aktuelle Version ist PI 7.50, Teil von SAP Netweaver 7.50. 
Ab PI 7.3 kann das System auch als reine Java-Version verwendet werden, ein ABAP-Stack ist nicht mehr zwingend notwendig. Der Funktionsumfang war jedoch eingeschränkt. Ab Version 7.50 gilt diese Einschränkung jedoch nicht mehr.